# Bossardhaus
Das ehemalige Stadthaus in Zug, früher Bossardhaus genannt, ist ein ehemals bürgerliches Wohnhaus, das bis Sommer 2019 Teile der Zuger Stadtverwaltung beherbergte. Der Bau wurde 1543 aus Stein errichtet, im 16. und 17. Jahrhundert um Teile aus Fachwerk überhöht und in späterer Zeit weiter verändert. Die Fassade ziert eine Malerei, die die Kappeler Milchsuppe darstellt.

## Geschichte
Dieses Haus schloss ursprünglich eine Häuserreihe ab, die den östlichen Teil des Kolinplatzes begrenzte und zum Teil 1586 einem Brand zum Opfer fiel. Beim Umbau des anstossenden Kolinhauses wurde dessen Besitzer 1665 die Verpflichtung auferlegt, das Nachbarhaus auszubauen. Zu Beginn des 20. Jahrhunderts liess der Arzt und Zinnsammler Gustav Bossard dieses Haus durch den Architekten Karl Peikert umbauen. 
Im Mauerwerk des ersten und zweiten Stockwerks sieht man symmetrische, zwei- und dreiteilige Fenstergruppen im spätgotischen Stil. Das dritte Stockwerk mit der Riegelbauweise könnte auf die Jahre 1586 oder 1665 datiert werden. Im Innern des Gebäudes finden sich Malereien an Wänden und Decken wie auch drei alte Öfen, von denen sich der eine hier im Trauzimmer der Stadt befindet und 1915 vom Hafnermeister Josef Keiser geschaffen wurde.
Das Gebäude, das um 1977 von der Stadt Zug gekauft wurde, um einen Teil der Verwaltung zu beherbergen, wurde in den Jahren 1979–1981 renoviert. Das neue Stadthaus befindet sich seit Sommer 2019 an der Gubelstrasse 22 im ehemaligen Landis & Gyr Gebäude.

## Fassadenmalerei

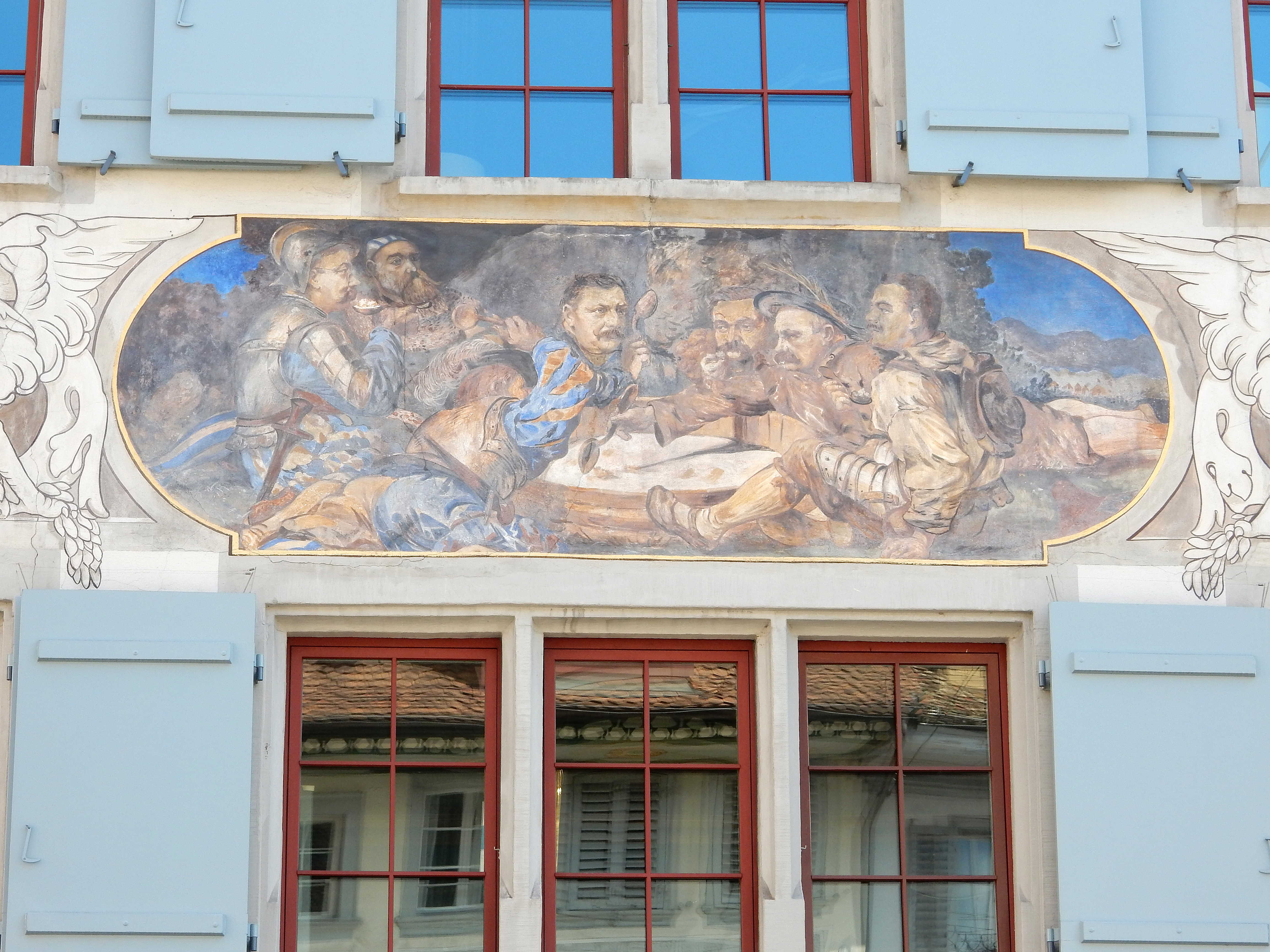
«Kappeler Milchsuppe», Fassadenmalerei von 1910, ausgeführt von Viktor Emanuel Camanini und Emil Kniepp

Die Fassade zierte ursprünglich ein Schmuck, sehr verschieden von dem, was heute zu sehen ist, der auf das Ende des 17. Jahrhunderts zurückging. Noch gegen Ende des 19. Jahrhunderts zeigte eine Ansicht des Malers Franz Moos (geb. 1854) über dem Eingang den Tod, verkleidet als Jäger, der mit seiner Armbrust auf den Nähertretenden zielte, während der Erzengel Michael und ein Putto, der Seifenblasen in die Luft wirbelte, ihren Platz oberhalb der Fenster hatten.
Seit 1903 wurde das Haus einer Renovation unterzogen und zu ihrem Abschluss liess Gustav Bossard auf den Verputz der Fassade das Motiv der Kappeler Milchsuppe aus der Zeit des Konfessionskrieges von 1529 malen. Dieses Bild, 1910 in Auftrag gegeben, ist das Werk eines Malers aus dem Tessin, Viktor Emanuel Camanini, von Someo, und eines Dekorationsmalers und Unternehmers, Emil Kniepp, beide wohnhaft in Luzern. Heutzutage ist das Werk signiert mit «Camanini & Kniepp. Restaur. 1981 Walser».
Die Personen, die hier Modell standen, um die besagte Szene zu illustrieren, sind identifiziert: es waren Freunde des Auftraggebers, Mitglieder der «Abendglockengesellschaft», einer geselligen Vereinigung, die sich zu Anfang des 20. Jahrhunderts bald im «Café Fédéral», bald im «Hotel Bellevue» traf. Man bemerkt somit, von links nach rechts gesehen, die Herren:
- Gustav Bossard neben einer nicht identifizierten Person,
- in der Mitte den Steinbildhauer Conrad Bissegger,
- gefolgt vom Goldschmied Karl Schnell,
- dann vom Apotheker Fritz Eyss-Gräniger und
- schliesslich von August Keiser.[3]

## Nachweise
1. ↑  Linus Birchler: Die Kunstdenkmäler des Kantons Zug. (Die Kunstdenkmäler der Schweiz), Birkhäuser 1934, S. 500–502.
2. ↑  Kunstführer durch die Schweiz (Aargau, Appenzell, Luzern, St. Gallen, Schaffhausen, Thurgau, Zug, Zürich). Gesellschaft für schweizerische Kunstgeschichte, Bern 2005, I, S. 711–712.
3. ↑  Restaurieren, oder gar verschwinden lassen? Artikel im Vaterland, 15. März 1980. (Aus dem Vaterland und dem Luzerner Tagblatt sowie den Luzerner Neuesten Nachrichten ging die heutige Luzerner Zeitung hervor.)